# Wolry Wolfe
Wolry Wolfe (Bodles, 1981. augusztus 12. –) jamaicai válogatott labdarúgó. Öccse, Rafe szintén labdarúgó.

## Góljai a jamaicai válogatottban
| #  | Dátum            | Ellenfél  | Eredmény | Kiírás              | Esemény |
| -- | ---------------- | --------- | -------- | ------------------- | ------- |
| 1. | 2007. június 21. | Indonézia | 1 – 2    | barátságos mérkőzés | 73'     |
| 2. | 2007. június 28. | Malajzia  | 2 – 0    | barátságos mérkőzés | 45'     |

## Sikerei, díjai
Ferencvárosi TC:
- NB II bajnok: 2008-09

Jamaica U20:
- U20-as labdarúgó-világbajnokság résztvevő: 2001